# カイ・ヴァーグナー
カイ・ヴァーグナー（ドイツ語: Kai Wagner、1997年2月15日 - ）は、ドイツ・バーデン＝ヴュルテンベルク州ガイスリンゲン・アン・デア・シュタイゲ出身のサッカー選手。フィラデルフィア・ユニオン所属。ポジションはDF。ハンブルガーSVなどでプレーしたピエール＝ミシェル・ラソッガは義理の兄。

## タイトル
SSVウルム1846
- オーバーリーガ・バーデン＝ヴュルテンベルク（ドイツ語版） 2015-16

フィラデルフィア・ユニオン
- サポーターズ・シールド 2020[1]

### 個人
- MLSオールスター 2021, 2022[2]
- MLSベストイレブン 2022[3]